# Longrita
Genre
Longrita est un genre d'araignées aranéomorphes de la famille des Trachycosmidae.

## Distribution
Les espèces de ce genre sont endémiques d'Australie.

## Description
Les mâles mesurent de 9 à 17 mm et les femelles de 10 à 20 mm.

## Liste des espèces
Selon World Spider Catalog (version 22.5, 16/01/2022) :
- Longrita arcoona Platnick, 2002
- Longrita findal Platnick, 2002
- Longrita grasspatch Platnick, 2002
- Longrita insidiosa (Simon, 1908)
- Longrita millewa Platnick, 2002
- Longrita nathan Platnick, 2002
- Longrita rastellata Platnick, 2002
- Longrita whaleback Platnick, 2002
- Longrita yuinmery Platnick, 2002
- Longrita zuytdorp Platnick, 2002

## Systématique et taxinomie
Ce genre a été décrit par Platnick en 2002 dans les Trochanteriidae. Il est placé dans les Trachycosmidae par Azevedo, Bougie, Carboni, Hedin et Ramírez en 2022.

## Publication originale
- Platnick, 2002 : « A revision of the Australasian ground spiders of the families Ammoxenidae, Cithaeronidae, Gallieniellidae, and Trochanteriidae (Araneae: Gnaphosoidea). » Bulletin of the American Museum of Natural History, no 271, p. 1-243 (texte intégral).